# Mistrzostwa Włoch w rugby union kobiet (2017/2018)
Mistrzostwa Włoch w rugby union kobiet (2017/2018) – dwudziesta siódma edycja zarządzanej przez Federazione Italiana Rugby najwyższej klasy rozgrywkowej w kobiecym rugby union we Włoszech, a trzydziesta czwarta ogółem. Zawody odbywały się w dniach 1 października 2017 – 2 czerwca 2018 roku. Tytułu mistrzowskiego zdobytego w poprzednim sezonie broniła drużyna Valsugana Padova.
Do półfinałów bezpośrednio awansowały drużyny z Colorno i Bolonii, a w barażach odpadły zespoły z grupy B. Z półfinałowych dwumeczów zwycięsko wyszły dwa czołowe zespoły z grupy A – Colorno i Valsugana Padova, które w sezonie zasadniczym podzieliły się zwycięstwami. Zawodniczkom z Colorno udał się rewanż za finałową porażkę z poprzedniej edycji i tym samym zdobyły pierwszy w historii klubu tytuł mistrza kraju.

## System rozgrywek
Po raz kolejny obsada zawodów została rozszerzona – przystąpiło do nich dwadzieścia klubów. Rozgrywki zostały przeprowadzone według systemu z poprzednich dwóch sezonów. Rozgrywki ligowe prowadzone były w pierwszej fazie systemem kołowym według modelu dwurundowego w okresie jesień-wiosna, a uczestniczące drużyny zostały podzielone na dwie dziesięciozespołowe grupy według kryterium geograficznego. Druga faza rozgrywek obejmowała mecze systemem pucharowym o mistrzostwo kraju. Do półfinałów bezpośrednio awansowali zwycięzcy grup, zaś o pozostałe dwa miejsce rywalizowały drużyny z miejsc drugich i trzecich.
Finał odbył się na neutralnym stadionie – FIR wyznaczył znajdujący się w Calvisano Pata Stadium.

## Faza grupowa

### Grupa A
| 01/10/2017 | 1 ⇐ kolejka ⇒ 10                                  | 17/12/2017 |
| ---------- | ------------------------------------------------- | ---------- |
| 0:52       | Itinera CUS Torino – Rugby Colorno                | 0:61       |
| 133:0      | Iniziative Villorba Rugby – Verona Rugby          | 51:0       |
| 67:0       | Valsugana Rugby Padova – Chicken CUS Pavia        | 58:0       |
| 27:17      | Rugby Monza 1949 – Benetton Treviso               | 19:22      |
| 17:38      | Rugby Cogoleto & Prov. Ovest – Rugby Riviera 1975 | 19:62      |

| 29/10/2017 | 4 ⇐ kolejka ⇒ 13                                   | 25/03/2018 |
| ---------- | -------------------------------------------------- | ---------- |
| 28:14      | Valsugana Rugby Padova – Iniziative Villorba Rugby | 11:19      |
| 19:31      | Rugby Riviera 1975 – Rugby Monza 1949              | 5:67       |
| 58:0       | Benetton Treviso – Rugby Cogoleto & Prov. Ovest    | 46:0       |
| 0:46       | Verona Rugby – Itinera CUS Torino                  | 0:58       |
| 0:101      | Chicken CUS Pavia – Rugby Colorno                  | 0:87       |

| 26/11/2017 | 7 ⇐ kolejka ⇒ 16                                  | 22/04/2018 |
| ---------- | ------------------------------------------------- | ---------- |
| 36:3       | Rugby Colorno – Valsugana Rugby Padova            | 5:27       |
| 24:34      | Rugby Monza 1949 – Iniziative Villorba Rugby      | 17:22      |
| 19:66      | Rugby Cogoleto & Prov. Ovest – Itinera CUS Torino | 0:71       |
| 73:0       | Benetton Treviso – Verona Rugby                   | 70:5       |
| 15:17      | Chicken CUS Pavia – Rugby Riviera 1975            | 0:60       |

| 08/10/2017 | 2 ⇐ kolejka ⇒ 11                             | 21/01/2018 |
| ---------- | -------------------------------------------- | ---------- |
| 5:15       | Rugby Riviera 1975 – Itinera CUS Torino      | 8:20       |
| 0:143      | Verona Rugby – Valsugana Rugby Padova        | 0:147      |
| 0:41       | Chicken CUS Pavia – Rugby Monza 1949         | 5:69       |
| 107:0      | Rugby Colorno – Rugby Cogoleto & Prov. Ovest | 56:5       |
| 3:24       | Benetton Treviso – Iniziative Villorba Rugby | 10:32      |

| 05/11/2017 | 5 ⇐ kolejka ⇒ 14                               | 08/04/2018 |
| ---------- | ---------------------------------------------- | ---------- |
| 0:31       | Rugby Monza 1949 – Valsugana Rugby Padova      | 0:57       |
| 20:0       | Iniziative Villorba Rugby – Itinera CUS Torino | 33:0       |
| 3:12       | Chicken CUS Pavia – Benetton Treviso           | 0:56       |
| 83:0       | Rugby Colorno – Rugby Riviera 1975             | 56:7       |
| 24:22      | Rugby Cogoleto & Prov. Ovest – Verona Rugby    | 24:40      |

| 03/12/2017 | 8 ⇐ kolejka ⇒ 17                                         | 29/04/2018 |
| ---------- | -------------------------------------------------------- | ---------- |
| 47:10      | Valsugana Rugby Padova – Benetton Treviso                | 35:8       |
| 107:0      | Iniziative Villorba Rugby – Rugby Cogoleto & Prov. Ovest | 85:3       |
| 16:24      | Rugby Monza 1949 – Rugby Colorno                         | 22:38      |
| 0:75       | Verona Rugby – Rugby Riviera 1975                        | 10:74      |
| 52:0       | Itinera CUS Torino – Chicken CUS Pavia                   | 37:5       |

| 15/10/2017 | 3 ⇐ kolejka ⇒ 12                                 | 28/01/2018 |
| ---------- | ------------------------------------------------ | ---------- |
| 5:41       | Itinera CUS Torino – Valsugana Rugby Padova      | 5:72       |
| 47:3       | Rugby Colorno – Benetton Treviso                 | 29:10      |
| 49:5       | Iniziative Villorba Rugby – Rugby Riviera 1975   | 62:5       |
| 108:0      | Rugby Monza 1949 – Verona Rugby                  | 87:0       |
| 0:3        | Rugby Cogoleto & Prov. Ovest – Chicken CUS Pavia | 10:27      |

| 12/11/2017 | 6 ⇐ kolejka ⇒ 15                                      | 15/04/2018 |
| ---------- | ----------------------------------------------------- | ---------- |
| 6:15       | Rugby Riviera 1975 – Benetton Treviso                 | 0:39       |
| 89:0       | Valsugana Rugby Padova – Rugby Cogoleto & Prov. Ovest | 147:0      |
| 12:0       | Itinera CUS Torino – Rugby Monza 1949                 | 3:46       |
| 49:0       | Iniziative Villorba Rugby – Chicken CUS Pavia         | 56:5       |
| 0:77       | Verona Rugby – Rugby Colorno                          | 5:94       |

| 10/12/2017 | 9 ⇐ kolejka ⇒ 18                                | 06/05/2018 |
| ---------- | ----------------------------------------------- | ---------- |
| 8:60       | Rugby Cogoleto & Prov. Ovest – Rugby Monza 1949 | 0:132      |
| 0:39       | Rugby Riviera 1975 – Valsugana Rugby Padova     | 3:52       |
| 5:8        | Benetton Treviso – Itinera CUS Torino           | 10:11      |
| 26:15      | Rugby Colorno – Iniziative Villorba Rugby       | 33:17      |
| 51:15      | Chicken CUS Pavia – Verona Rugby                | 61:3       |

### Grupa B
| 01/10/2017 | 1 ⇐ kolejka ⇒ 10                                       | 17/12/2017 |
| ---------- | ------------------------------------------------------ | ---------- |
| 62:0       | Frascati R. Club 2015 – UNAWAY Occhiobello CUS Ferrara | 44:7       |
| 67:7       | Donne Etrusche Rugby – Am. R. Torre del Greco          | 24:0       |
| 0:50       | Old Napoli R.C. Onlus – I Puma Bisenzio Rugby          | 5:20       |
| 44:29      | Rugby Bologna 1928 – Rugby Belve Neroverdi             | 33:12      |
| 5:66       | CUS Pisa – Montevirginio Mini Rugby                    | 0:62       |

| 29/10/2017 | 4 ⇐ kolejka ⇒ 13                                          | 25/03/2018 |
| ---------- | --------------------------------------------------------- | ---------- |
| 66:0       | Montevirginio Mini Rugby – UNAWAY Occhiobello CUS Ferrara | 60:5       |
| 10:17      | Am. R. Torre del Greco – Old Napoli R.C. Onlus            | 17:22      |
| 0:27       | I Puma Bisenzio Rugby – Donne Etrusche Rugby              | 0:26       |
| 62:0       | Rugby Belve Neroverdi – CUS Pisa                          | 67:0       |
| 13:19      | Rugby Bologna 1928 – Frascati R. Club 2015                | 19:12      |

| 26/11/2017 | 7 ⇐ kolejka ⇒ 16                                    | 22/04/2018 |
| ---------- | --------------------------------------------------- | ---------- |
| 0:29       | UNAWAY Occhiobello CUS Ferrara – Rugby Bologna 1928 | 7:65       |
| 65:7       | Montevirginio Mini Rugby – Am. R. Torre del Greco   | 43:5       |
| 29:5       | Rugby Belve Neroverdi – I Puma Bisenzio Rugby       | 17:12      |
| 0:51       | CUS Pisa – Donne Etrusche Rugby                     | 0:50       |
| 0:72       | Old Napoli R.C. Onlus – Frascati R. Club 2015       | 5:52       |

| 08/10/2017 | 2 ⇐ kolejka ⇒ 11                                | 21/01/2018 |
| ---------- | ----------------------------------------------- | ---------- |
| 20:0       | Am. R. Torre del Greco – Frascati R. Club 2015  | 0:73       |
| 25:10      | UNAWAY Occhiobello CUS Ferrara – CUS Pisa       | 41:0       |
| 0:77       | I Puma Bisenzio Rugby – Rugby Bologna 1928      | 5:53       |
| 82:0       | Rugby Belve Neroverdi – Old Napoli R.C. Onlus   | 22:17      |
| 15:15      | Montevirginio Mini Rugby – Donne Etrusche Rugby | 20:12      |

| 05/11/2017 | 5 ⇐ kolejka ⇒ 14                                        | 08/04/2018 |
| ---------- | ------------------------------------------------------- | ---------- |
| 0:74       | Old Napoli R.C. Onlus – Rugby Bologna 1928              | 10:77      |
| 10:5       | UNAWAY Occhiobello CUS Ferrara – Am. R. Torre del Greco | 19:19      |
| 7:17       | CUS Pisa – I Puma Bisenzio Rugby                        | 0:41       |
| 7:29       | Rugby Belve Neroverdi – Montevirginio Mini Rugby        | 12:31      |
| 0:10       | Donne Etrusche Rugby – Frascati R. Club 2015            | 0:19       |

| 03/12/2017 | 8 ⇐ kolejka ⇒ 17                                      | 29/04/2018 |
| ---------- | ----------------------------------------------------- | ---------- |
| 24:5       | Frascati R. Club 2015 – Rugby Belve Neroverdi         | 24:5       |
| 5:5        | Old Napoli R.C. Onlus – CUS Pisa                      | 14:0       |
| 68:0       | Rugby Bologna 1928 – Am. R. Torre del Greco           | 33:0       |
| 0:84       | I Puma Bisenzio Rugby – Montevirginio Mini Rugby      | 0:52       |
| 29:5       | Donne Etrusche Rugby – UNAWAY Occhiobello CUS Ferrara | 23:19      |

| 15/10/2017 | 3 ⇐ kolejka ⇒ 12                                       | 28/01/2018 |
| ---------- | ------------------------------------------------------ | ---------- |
| 67:0       | Frascati R. Club 2015 – I Puma Bisenzio Rugby          | 54:5       |
| 19:21      | UNAWAY Occhiobello CUS Ferrara – Rugby Belve Neroverdi | 12:33      |
| 5:17       | CUS Pisa – Am. R. Torre del Greco                      | 0:31       |
| 17:18      | Donne Etrusche Rugby – Rugby Bologna 1928              | 21:27      |
| 0:75       | Old Napoli R.C. Onlus – Montevirginio Mini Rugby       | 0:69       |

| 12/11/2017 | 6 ⇐ kolejka ⇒ 15                                       | 15/04/2018 |
| ---------- | ------------------------------------------------------ | ---------- |
| 15:10      | I Puma Bisenzio Rugby – UNAWAY Occhiobello CUS Ferrara | 3:43       |
| 7:37       | Am. R. Torre del Greco – Rugby Belve Neroverdi         | 5:55       |
| 67:0       | Donne Etrusche Rugby – Old Napoli R.C. Onlus           | 43:10      |
| 23:14      | Frascati R. Club 2015 – Montevirginio Mini Rugby       | 19:20      |
| 56:5       | Rugby Bologna 1928 – CUS Pisa                          | 66:0       |

| 10/12/2017 | 9 ⇐ kolejka ⇒ 18                                       | 06/05/2018 |
| ---------- | ------------------------------------------------------ | ---------- |
| 53:3       | UNAWAY Occhiobello CUS Ferrara – Old Napoli R.C. Onlus | 34:22      |
| 24:10      | Am. R. Torre del Greco – I Puma Bisenzio Rugby         | 13:24      |
| 0:17       | Rugby Belve Neroverdi – Donne Etrusche Rugby           | 16:39      |
| 19:5       | Montevirginio Mini Rugby – Rugby Bologna 1928          | 12:17      |
| 0:62       | CUS Pisa – Frascati R. Club 2015                       | 0:67       |

## Faza pucharowa

### Baraże o półfinał
| 20 maja 2018 | Montevirginio Rugby | 3:45 | ASD Villorba Rugby | Campo di via Olmata, Montevirginio |
| 20 maja 2018 |                     | 3:45 |                    | Campo di via Olmata, Montevirginio |

| 20 maja 2018 | Valsugana Padova | 78:7 | Frascati 2015 | C.S. Altichiero, Padwa |
| 20 maja 2018 |                  | 78:7 |               | C.S. Altichiero, Padwa |

### Półfinały
| 27 maja 2018 | Bologna | 0:71 | Valsugana Padova | Stadio del Rugby Inferno Monti, Forli |
| 27 maja 2018 |         | 0:71 |                  | Stadio del Rugby Inferno Monti, Forli |

| 27 maja 2018 | Colorno | 34:8 | ASD Villorba Rugby | Campo Pavesi, Colorno |
| 27 maja 2018 |         | 34:8 |                    | Campo Pavesi, Colorno |

### Finał
| 2 czerwca 2018 | Valsugana Padova | 20:29 | Colorno | Pata Stadium, Calvisano Sędzia: Clara Munarini |
| 2 czerwca 2018 |                  | 20:29 |         | Pata Stadium, Calvisano Sędzia: Clara Munarini |